# 55 Pandora
Pandora (asteroide 55) é um asteroide da cintura principal com um diâmetro de 66,7 quilómetros, a 2,35969852 UA. Possui uma excentricidade de 0,14477023 e um período orbital de 1 674 dias (4,59 anos).
Pandora tem uma velocidade orbital média de 17,93105696 km/s e uma inclinação de 7,18500877º.
Este asteroide foi descoberto em 10 de Setembro de 1858 por George Mary Searle. Seu nome vem da personagem mitológica grega Pandora.